# Літлтон (Колорадо)
Літлтон (англ. Littleton) — місто (англ. city) в США, в округах Арапаго, Джефферсон і Дуглас штату Колорадо. Населення — 45 652 особи (2020).

## Географія
Літлтон розташоване посередині між Великими рівнинами та Скелястим горами, на висоті понад 1600 м над рівнем моря. Місто входить до складу агломерації Денвера.
Літлтон розташований за координатами 39°35′25″ пн. ш. 105°1′12″ зх. д. / 39.59028° пн. ш. 105.02000° зх. д. (39.590375, -105.020084).  За даними Бюро перепису населення США в 2010 році місто мало площу 35,93 км², з яких 33,62 км² — суходіл та 2,32 км² — водойми.

### Клімат
| Клімат : Літлтон                             | Клімат : Літлтон | Клімат : Літлтон | Клімат : Літлтон | Клімат : Літлтон | Клімат : Літлтон | Клімат : Літлтон | Клімат : Літлтон | Клімат : Літлтон | Клімат : Літлтон | Клімат : Літлтон | Клімат : Літлтон | Клімат : Літлтон | Клімат : Літлтон |
| Показник                                     | Січ.             | Лют.             | Бер.             | Квіт.            | Трав.            | Черв.            | Лип.             | Серп.            | Вер.             | Жовт.            | Лист.            | Груд.            | Рік              |
| Абсолютний максимум, °C                      | 25,6             | 24,4             | 30,0             | 31,1             | 32,2             | 36,7             | 37,2             | 36,7             | 34,4             | 31,1             | 27,8             | 24,4             | 37,2             |
| Середній максимум, °C                        | 6,6              | 8,4              | 12,2             | 17,0             | 20,8             | 26,8             | 29,7             | 28,2             | 24,1             | 17,8             | 10,6             | 6,1              | 17,3             |
| Середній мінімум, °C                         | −9,3             | −7,2             | −2,4             | 1,7              | 6,3              | 11,4             | 14,2             | 13,2             | 8,1              | 0,9              | −5,1             | −9,4             | 1,9              |
| Абсолютний мінімум, °C                       | −28,9            | −30,6            | −20,6            | −14,4            | −6,1             | 2,2              | 6,7              | 5,6              | −8,3             | −16,7            | −18,9            | −33,9            | −33,9            |
| Норма опадів, мм                             | 9                | 12               | 37               | 38               | 70               | 48               | 48               | 51               | 28               | 31               | 29               | 16               | 416              |
| -------------------------------------------- | ---------------- | ---------------- | ---------------- | ---------------- | ---------------- | ---------------- | ---------------- | ---------------- | ---------------- | ---------------- | ---------------- | ---------------- | ---------------- |
| Джерело: The Western Regional Climate Center |                  |                  |                  |                  |                  |                  |                  |                  |                  |                  |                  |                  |                  |

## Населення
Згідно з переписом 2010 року, у місті мешкало 41 737 осіб у 18 312 домогосподарствах у складі 10 724 родин. Густота населення становила 1161 особа/км².  Було 19434 помешкання (541/км²).
Расовий склад населення:
| - 89,0 % — білих - 2,2 % — азіатів - 1,4 % — чорних або афроамериканців - 0,8 % — корінних американців - 0,1 % — вихідців з тихоокеанських островів - 3,9 % — осіб інших рас |

До двох чи більше рас належало 2,6 %. Частка іспаномовних становила 12,4 % від усіх жителів.
За віковим діапазоном населення розподілялося таким чином: 21,6 % — особи молодші 18 років, 62,6 % — особи у віці 18—64 років, 15,8 % — особи у віці 65 років та старші. Медіана віку мешканця становила 41,3 року. На 100 осіб жіночої статі у місті припадало 93,5 чоловіків;  на 100 жінок у віці від 18 років та старших — 90,5 чоловіків також старших 18 років.
Середній дохід на одне домашнє господарство  становив 86 792 долари США (медіана — 65 221), а середній дохід на одну сім'ю — 111 056 доларів (медіана — 86 790). Медіана доходів становила 57 272 долари для чоловіків та 46 267 доларів для жінок. За межею бідності перебувало 9,4 % осіб, у тому числі 11,7 % дітей у віці до 18 років та 7,0 % осіб у віці 65 років та старших.
Цивільне працевлаштоване населення становило 23 466 осіб. Основні галузі зайнятості: освіта, охорона здоров'я та соціальна допомога — 19,7 %, науковці, спеціалісти, менеджери — 15,2 %, роздрібна торгівля — 11,8 %, мистецтво, розваги та відпочинок — 9,7 %.

## Транспорт

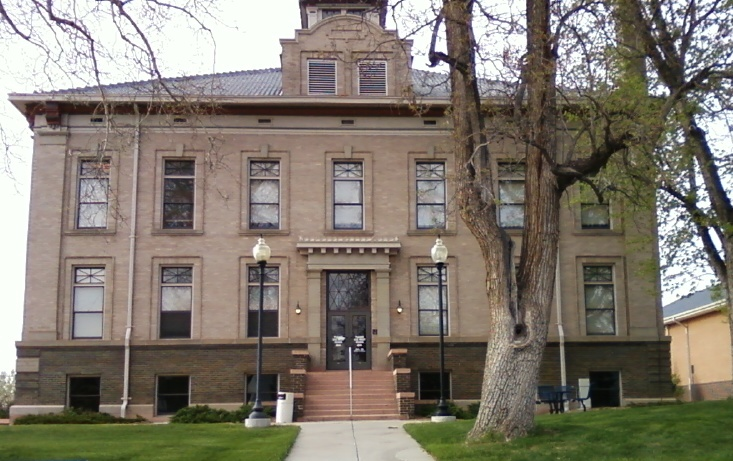
будівля суду округу Арапахо.

У місті розташована південна кінцева станція ліній C та D швидкісного трамваю Денвера, лінії якого обслуговують Денверську агломерацію.

## Пам'ятки
До числа місцевих пам'яток належать, у першу чергу, Гадсон-Ґарденз, Таунхолл Артс-Сентер, Міський музей та меморіал Альферд Пекера.

## Міста-побратими
- Біґа, Новий Південний Уельс, Австралія[7]

## Відомі жителі та уродженці
- Річард Літл — засновник міста;
- Девід Міллер — американський тенор, учасник групи Il Divo;
- Дейв Грузин — американський піаніст, композитор, аранжувальник та продюсер;
- Росс Лінч — американський танцюрист, співак, актор, учасник групи R5.